# قرار مجلس الأمن التابع للأمم المتحدة رقم 1770
قرار مجلس الأمن التابع للأمم المتحدة رقم 1770، المتخذ بالإجماع في 10 أغسطس 2007.

## القرار
قام مجلس الأمن بتمديد ولاية بعثة الأمم المتحدة لمساعدة العراق لمدة 12 شهرًا، بهدف الجمع بين الفصائل المتناحرة في البلاد التي مزقتها الصراعات، والحصول على دعم أوسع من الدول المجاورة، ومعالجة الأزمة الإنسانية المتفاقمة.
وسع المجلس مسؤوليات البعثة ذات الأربع سنوات. من بين أمور أخرى، سمح الإجراء لرئيس بعثة الأمم المتحدة لمساعدة العراق بـ «تقديم المشورة والدعم والمساعدة» للحكومة العراقية في دفع «الحوار الوطني الشامل والمصالحة السياسية»، ومراجعة الدستور، ووضع الحدود الداخلية، والتعامل مع ملايين العراقيين الذين فروا من منازلهم.
وأشاد الأمين العام بان كي مون على الفور بتبني القرار، وأخبر مجلس الأمن أن مستقبلًا سلميًا ومزدهرًا يجب على العراقيين أن يبتكره، مع دعم المجتمع الدولي لجهودهم. وستعمل الأمم المتحدة على زيادة دورها وتتطلع إلى العمل في «شراكة وثيقة» مع الحكومة والشعب العراقيين لتشجيع الحوار السياسي الوطني والمساعدة الإنسانية وتعزيز حقوق الإنسان.

## روابط خارجية
- نص القرار في undocs.org